# 1-е Новоспаське
1-е Новоспаське (рос. 1-е Новоспасское) — село в Золотухинському районі Курської області Російської Федерації.
Населення становить 397 осіб. Входить до складу муніципального утворення Новоспасська сільрада.

## Історія
Населений пункт розташований на території українського етнічного та культурного краю Східна Слобожанщина.
Від 2004 року входить до складу муніципального утворення Новоспасська сільрада.

## Населення
| 2002 | 2010 |
| ---- | ---- |
| 335  | ↗397 |